# Pop Cola
Pop Cola is een Filipijns colamerk dat werd geïntroduceerd door de Cosmos Bottling Corporation, dat onderdeel was van de RFM Corporation.
Nadat Cosmos werd verkocht aan de Filipijnse afdeling van de Coca-Cola Company (destijds eigendom van de San Miguel Corporation), bleef ook Pop Cola beschikbaar. Het werd echter minder nadrukkelijk naar voren gebracht; de nadruk ligt op de verkoop van Coca-Cola.
Van 1990 tot 2001 was Pop Cola hoofdsponsor en gedurende enkele jaren zelfs naamgever van een groot Filipijns basketbalteam: de Pop Cola Panthers. Na de overname door de Coca-Cola Company werd het team in 2002 omgedoopt tot de Coca-Cola Tigers.
Pop Cola is beschikbaar in glazen flessen met een inhoud van 0,24 liter en in blikjes met een inhoud van 0,33 liter.